# Миронская
Миронская — упразднённая деревня в Заринском районе Алтайского края. На момент упразднения входил в состав Заринского сельсовета. В 1979 году включена в состав вновь созданного города Заринск и исключена из учётных данных.

## География
Располагался на правом берегу реки Казинка (приток реки Чумыш), на расстоянии приблизительно в 6 км (по прямой) к северо-западу от железнодорожной станции Заринская. В настоящее время представляет собой западную часть обособленный микрорайон Северный города Заринск.

## История
Основана в 1826 г. В 1928 году деревня состояла из 94 хозяйств. В административном отношении являлась центром Миронского сельсовета Чумышского района Барнаульского округа Сибирского края.
В 1979 году село включена в состав вновь образованного города Заринск.

## Население
В 1926 году в деревне проживало 486 человек (236 мужчин и 250 женщин), основное население — русские.